# Eupithecia dissors
Eupithecia dissors är en fjärilsart som beskrevs av William Schaus 1913. Eupithecia dissors ingår i släktet Eupithecia och familjen mätare. Inga underarter finns listade i Catalogue of Life.